# Excirolana latipes
Excirolana latipes là một loài chân đều trong họ Cirolanidae. Loài này được Barnard miêu tả khoa học năm 1914.